# Karl Günther Weiss
Karl Günther Weiss (* 28. April 1917 in Werdau; † 13. Mai 2001 in München) war ein deutscher Jurist und Diplomat.

## Leben
Als Sohn eines Kaufmanns geboren, studierte Weiss nach dem Besuch des Gymnasiums Rechtswissenschaften und Volkswirtschaft in München, Genf und Berlin. Während seines Studiums wurde er 1936 Mitglied der Kameradschaft Albert Leo Schlageter/Burschenschaft Arminia München. 1939 legte er sein Referendarexamen in Berlin ab. Seine Referendarzeit verbrachte er in Miltenberg, Berlin und München. Nach seiner Assessorprüfung 1943 erfolgte 1944 die Promotion zum Dr. iur. 1944 wurde er Ministerialreferent im Reichswirtschaftsministerium, wo er unter anderem für das von Ludwig Erhard geleitete Institut für Industrieforschung zuständig war. So schlug er als Vertreter des Staatssekretärs bei einer Besprechung am 12. Januar 1945 Erhard den Begriff Soziale Marktwirtschaft für dessen geplante Wirtschaftsordnung der Nachkriegszeit vor. Aufgrund seiner Sehschwäche für untauglich befunden, wurde er nicht zum Kriegsdienst eingezogen.
Nach dem Zweiten Weltkrieg war er als Fakultätsassistent an der Universität Berlin tätig, arbeitete in einer Anwaltskanzlei und war als juristischer Berater für Woolworth tätig, bevor er 1947 eine eigene Anwaltskanzlei eröffnete. 1954 wurde er Erster Vorsitzender beim Interessenverband verlagerter Ostbetriebe e. V. 1956 verfasste er für die südafrikanische Regierung ein Gutachten zur Integration europäischer Flüchtlinge. Er hielt auch Vorlesungen an der Hochschule für Politische Wissenschaften. Von 1966 bis 1972 war er für den Bereich Bayern und Baden-Württemberg Honorarkonsul für Südkorea. Ab 1970 bereitete er die Teilnahme Südkoreas an den Olympischen Sommerspielen 1972 vor.
Er hielt weltweit zahlreiche Vorträge und brachte 1996 seine Autobiographie Wahrheit und Wirklichkeit heraus. Seine astrophysikalisch-philosophische Arbeit Das Universum und seine fünf Dimensionen (1976) blieb unveröffentlicht.

## Ehrungen
- 1969: Südkoreanischer Orden: Order of Diplomatic Service Merit, Third Class
- 1974: Bayerischer Verdienstorden

## Veröffentlichungen
- Ostasien und der Wandel des Völkerrechts. Dissertation Universität München 1944.
- Wahrheit und Wirklichkeit. Der Weg aus den Weltkriegen in die soziale Marktwirtschaft und eine künftige Weltordnung Homburg-Saarpfalz 1996.